# Franz Drameh

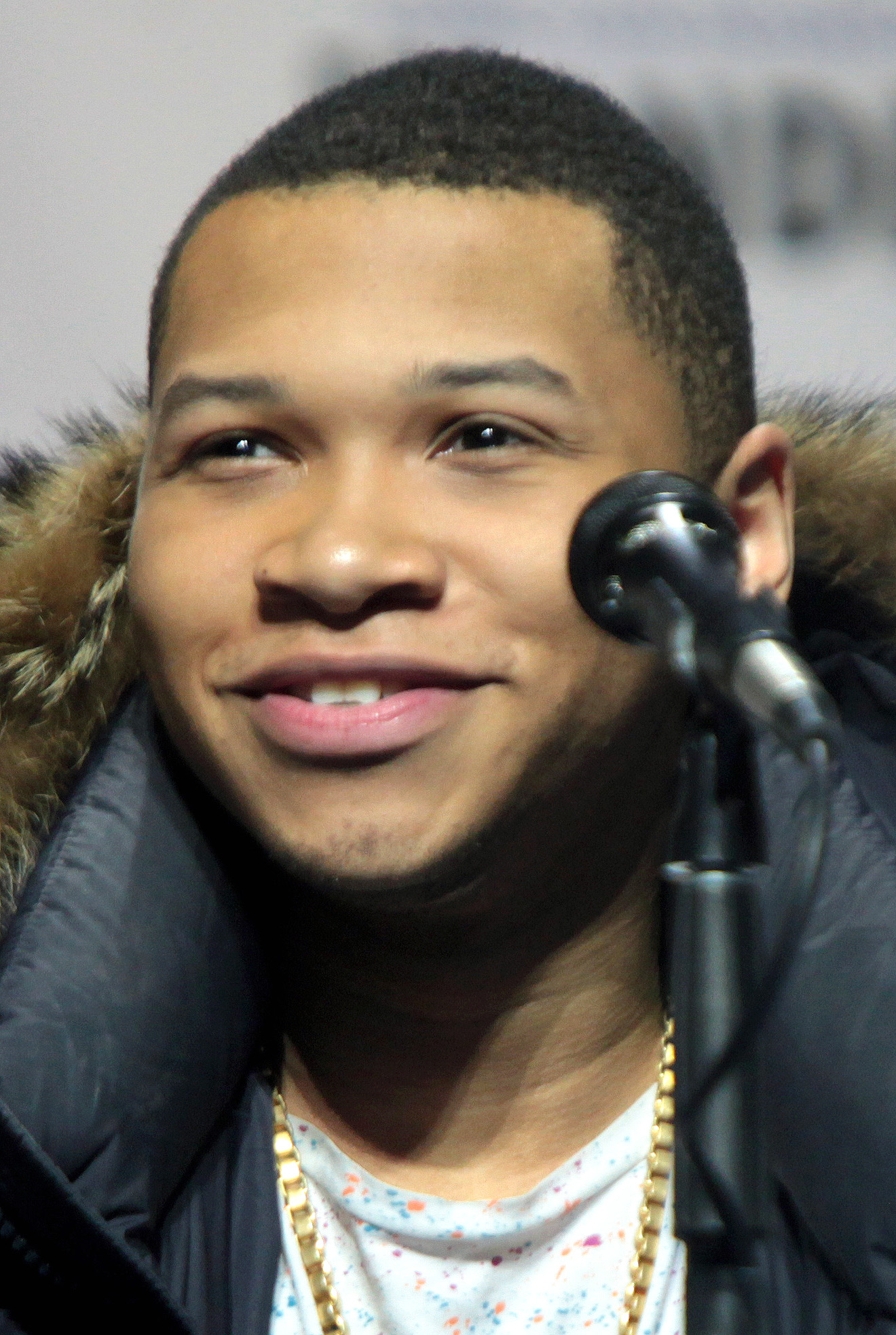
Franz Drameh auf der WonderCon 2016

Franz Drameh (* 5. Januar 1993 in London) ist ein britischer Schauspieler.

## Leben
Drameh erhielt seine Schauspielausbildung am The Young Actors Theatre.
Nach Serienauftritten und Rollen in Kurzfilmen trat er 2010 in Clint Eastwoods Filmdrama Hereafter – Das Leben danach auf. Einem internationalen Publikum wurde er durch seine Hauptrolle in der mehrfach preisgekrönten Science-Fiction-Actionkomödie Attack the Block bekannt. 2014 trat er an der Seite von Tom Cruise und Emily Blunt im Science-Fiction-Film Edge of Tomorrow auf.
Von 2016 bis 2018 war er in der Fernsehserie DC’s Legends of Tomorrow in der Rolle des Jefferson „Jax“ Jackson alias Firestorm zu sehen. Diese Rolle verkörperte er von 2015 bis 2017 bereits in drei Folgen der Serie The Flash sowie in Gastauftritten in den Serien Supergirl und Arrow, die alle im selben fiktiven Serienuniversum spielen.
In der Apple TV+ Serie See – Reich der Blinden war Drameh 2019 und 2021 in der Rolle des Boots zu sehen.

## Filmografie (Auswahl)
- 2007, 2012: Casualty (Fernsehserie, 4 Folgen)
- 2008–2009: Parents of the Band (Fernsehserie, 6 Folgen)
- 2010: Hereafter – Das Leben danach (Hereafter)
- 2011: Attack the Block
- 2012: My Murder (Fernsehfilm)
- 2012: Now Is Good – Jeder Moment zählt (Now Is Good)
- 2012–2013: Some Girls (Fernsehserie, 9 Episoden)
- 2014: Edge of Tomorrow
- 2015: Residue (Miniserie)
- 2015: Legacy
- 2015–2017: The Flash (Fernsehserie, 3 Folgen)
- 2016–2018, 2021: DC’s Legends of Tomorrow (Fernsehserie, 44 Folgen)
- 2016: 100 Streets
- 2017: Vixen: The Movie (Fernsehfilm, Sprechrolle)
- 2017: Supergirl (Fernsehserie, Folge 3x08)
- 2017: Arrow (Fernsehserie, Folge 6x08)
- 2019: The Gentlemen
- 2019, 2021: See – Reich der Blinden (See, Fernsehserie, 7 Folgen)
- 2021: Twist